# Carmencita (Lovis Corinth)
Carmencita ist der Titel des letzten Gemäldes des deutschen Malers Lovis Corinth von seiner Ehefrau Charlotte Berend-Corinth. Das Bild entstand im Jahr 1924 nach einer Kostümfeier, seine Frau trägt auf dem Bild das Kostüm einer spanischen Edelfrau. Heute ist das Bild Bestandteil der Sammlung im Städelschen Kunstinstitut und Städtischer Galerie (Städel) in Frankfurt am Main, die es 1959 erwarb.

## Bildbeschreibung
Das Bild zeigt Charlotte Berend-Corinth beinahe lebensgroß stehend in einem Dreiviertelporträt in einem schwarzen Kostüm. Im Werkverzeichnis beschrieb Charlotte Berend-Corinth das Bild mit den Worten „Charlotte Corinth in schwarzen Spitzen über gelber Seide, mit roten Blumen im Haar. Im Hintergrund ein brennender Kronleuchter und hellrot beleuchtete Möbel. Nach einem Kostümfest in Berlin, Klopstockstraße, gemalt.“
Die Figur der Dargestellten ist aus der Bildmitte an die rechte Seite verrückt, wo sie im Vordergrund stehend fast zwei Drittel der Bildbreite sowie die gesamte Höhe einnimmt. Sie ist leicht zur rechten Seite gedreht, blickt den Betrachter jedoch frontal an. Das Gesicht ist von dunklen Haaren umgeben, die mit roten Blumen geschmückt sind. Der linke Arm ist in der Taille aufgestützt, an der gegenüberliegenden Seite der Taille befindet sich ein rotes Blumengebinde. Der rechte Arm liegt angewinkelt vor der Brust, die Hand hält einen weißen Fächer und bedeckt damit den unteren Rand des tief ausgeschnittenen Dekolletés, wodurch die Brust besonders betont wird. Nach Andrea Bärnreuther scheinen die Brüste hierdurch in ihrer Opulenz aus dem Gewand herauszuquellen. Nach Carl Georg Heise wirkt sie durch die Darstellung „matronenhaft kräftig, was der äußeren Wirklichkeit keineswegs entsprach.“
Den Hintergrund bilden in der linken oberen Ecke der benannte Kronleuchter sowie eine Sitzgarnitur aus hellroten Möbeln. Unterhalb der Möbel ist der Hintergrund hell, am mittleren linken Bildrand ist das Gemälde auf 1924 datiert und signiert mit den Worten
– Carmencita – 
Lovis Corinth
1924
Sehr dominant tritt in diesem Bild die Farbgebung der Figur hervor, während das Motiv durch die schnelle und grobe Pinselführung stark aufgelöst ist. Dominierend ist das Schwarz des Kostüms und der Haare, das das Gelb-Grün des Seidenkleides überdeckt und in dieses „wie Feuer hineinzüngelt“. Am linken Arm wird dieses Schwarz transparent und lässt den Arm erkennen, hier wechseln die Farben zwischen Schwarz, Blau, Violett und Dunkelrot. Besonders auffällig sind die roten Blumen im Haar und unter der Brust, „die gemeinsam mit den rot geschminkten Lippen aus dem Bild knallen“ sowie die durch den Fächer und das Dekolleté geschaffene weiße Betonung der Brüste.

## Hintergrund und Entstehung
Das Gemälde Carmencita entstand wenige Tage nach einem Kostümfest, das am 28. Februar in der Berliner Secession stattfand. Charlotte Berendt-Corinth trug das Kostüm der Spanierin und begleitete ihren Mann zu diesem Fest im privaten Wohnzimmer der Familie. Mit Hilfe des hellen Kronleuchters wurde eine künstliche Festatmosphäre geschaffen, im Hintergrund lief die Oper Carmen von Georges Bizet zur musikalischen Untermalung der Szene.
Auf einer überlieferten Fotografie ist Charlotte Berendt-Corinth in dem Kostüm zu sehen, während sie für Lovis Corinth Modell stand.

## Einordnung in das Werk Corinths

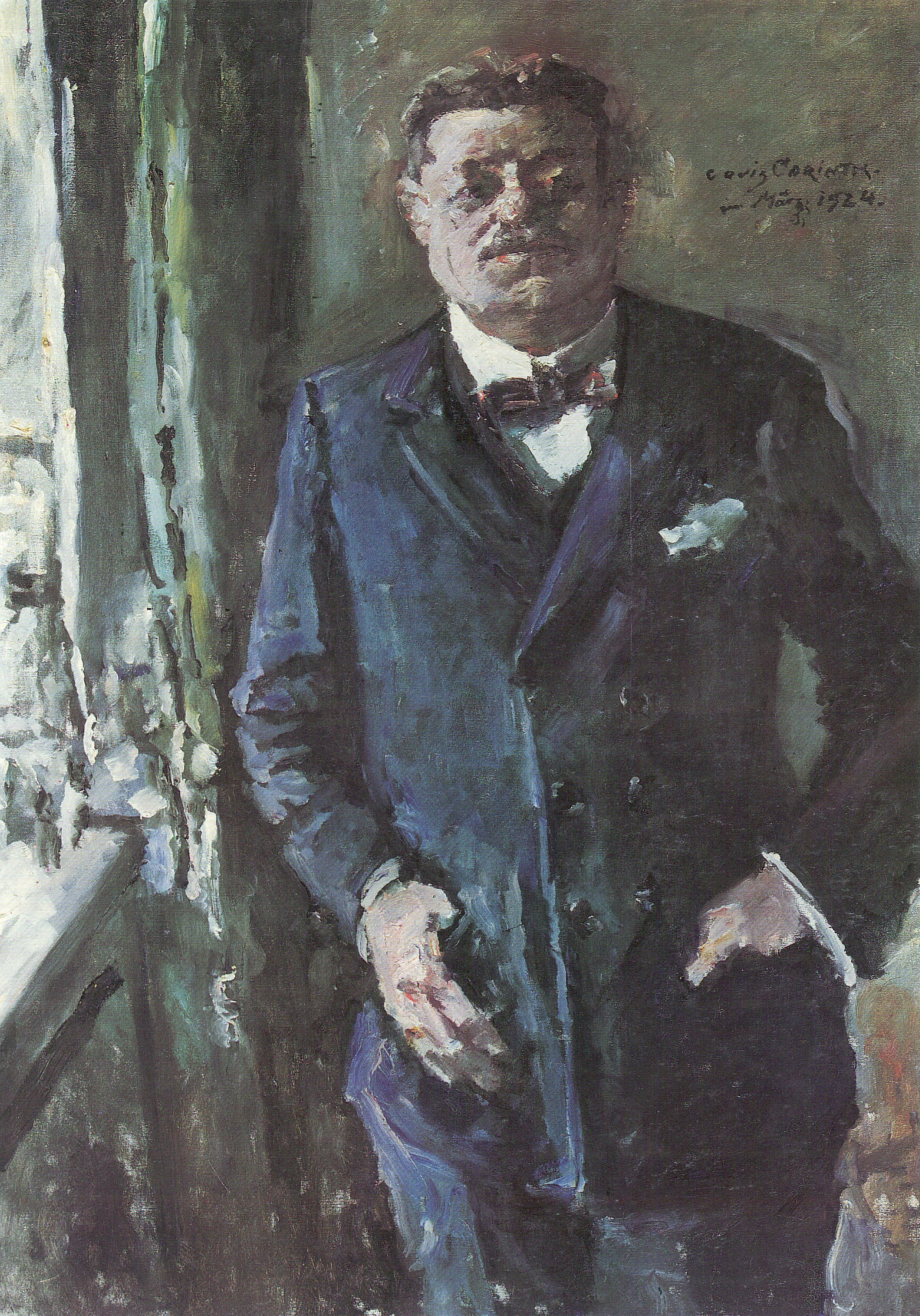
Porträt des Reichspräsidenten Friedrich Ebert, 1924

Die Carmencita ist das letzte Bildnis seiner Frau Charlotte Berendt-Corinth vor seinem Tod im Jahr 1925. Corinth malte seit seiner ersten Begegnung mit seiner Frau etwa 80 Gemälde von ihr in unterschiedlichen Posen und Lebenssituationen, teilweise allein und teilweise gemeinsam mit ihm oder der ganzen Familie. Es wird als eines einer Reihe von visionären Porträts des Spätwerks betrachtet, die Corinth zwischen 1923 und 1925 malte und die neben der Carmencita auch die Porträts von Bernt Grönvold, Leonid Pasternak, Herbert Eulenberg, Dr. Arthur Rosin, Georg Brandes und auch das des Reichspräsidenten Friedrich Ebert umfassen und „die frühere Motorik der permanenten Stil- und Themenwechsel in der Gestik der Malbehandlung“ transformiert wird, „die allem Erscheinenden eine bedrohliche und zugleich gefährdete Präsenz verleiht“. Georg Heise spricht, wie viele andere auch, den Bildnissen des letzten Lebensjahrzehnts Corinths eine besondere Bedeutung zu, während der sich Corinth zur höchsten Leistung anhebt und sich den Malern der jüngeren Generation erstaunlich nähert. Nach Heise nimmt er „in seine Bilder hinein, was sein inneres Auge sieht und was für ihn die gleiche Realität besitzt wie die Außenwelt. Man hat von Visionen gesprochen, die ihn überfallen.“
Heise bezieht den Wandel in der Malweise sowohl auf die Landschaftsbilder am Walchensee und die zahlreichen Stillleben der Spätphase wie eben auch auf die Porträtmalerei Corinths. Nach seiner Interpretation werden sie „äußerlich freier vom Vorbild und zugleich tiefer und prägnanter in der Charakteristik.“ Dabei zieht er eine Parallel zu den Psychogrammen Oskar Kokoschkas, wobei sich beide Künstler nachweislich nicht beeinflusst haben. Die Dargestellten sind auf den Bildern „völlig der Umwelt enthoben, geben nur noch das geistige Antlitz und sind gemalt mit einem inneren Furor ohnegleichen.“

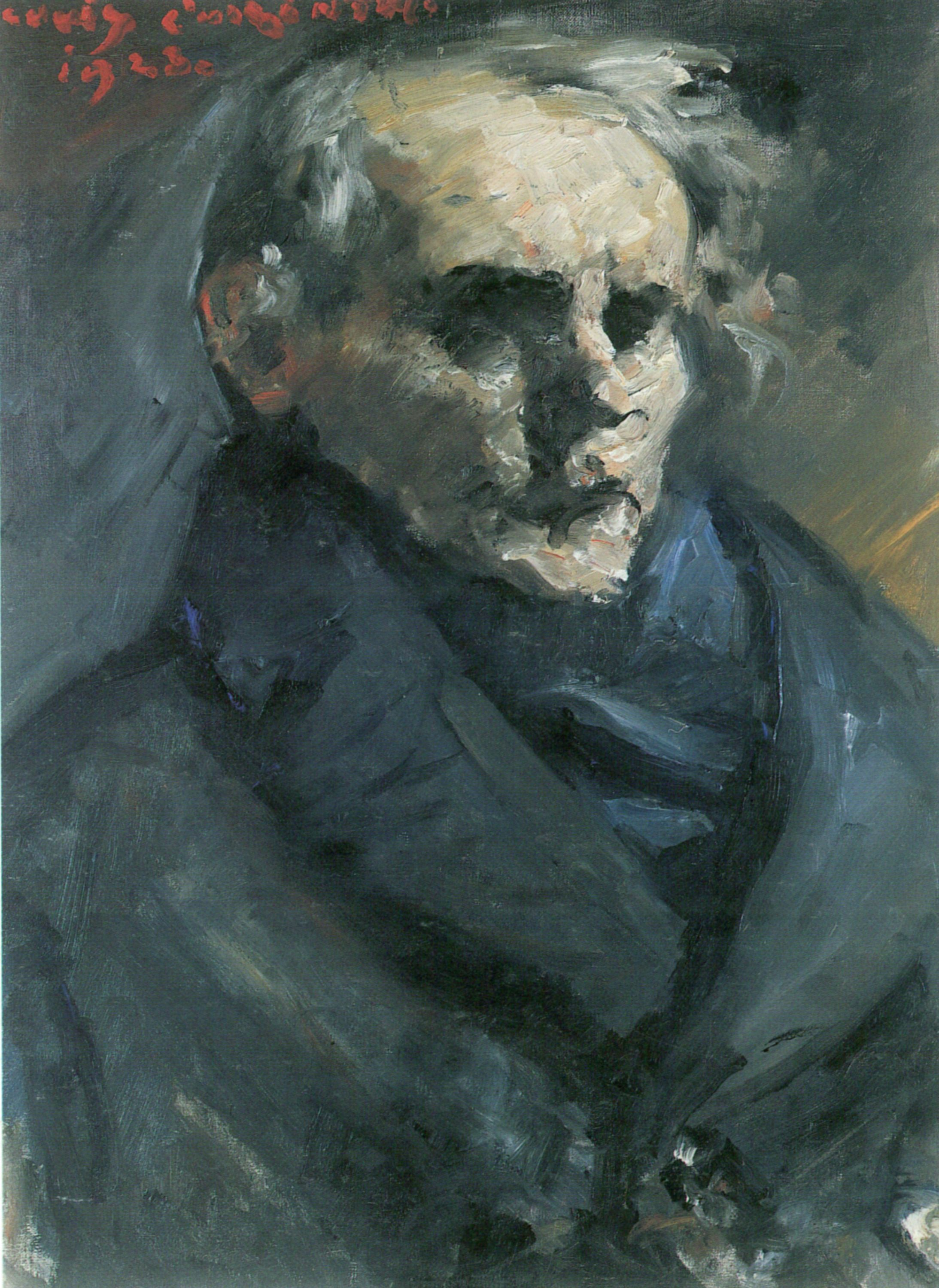
Porträt des Malers Bernt Grönvolt, 1923
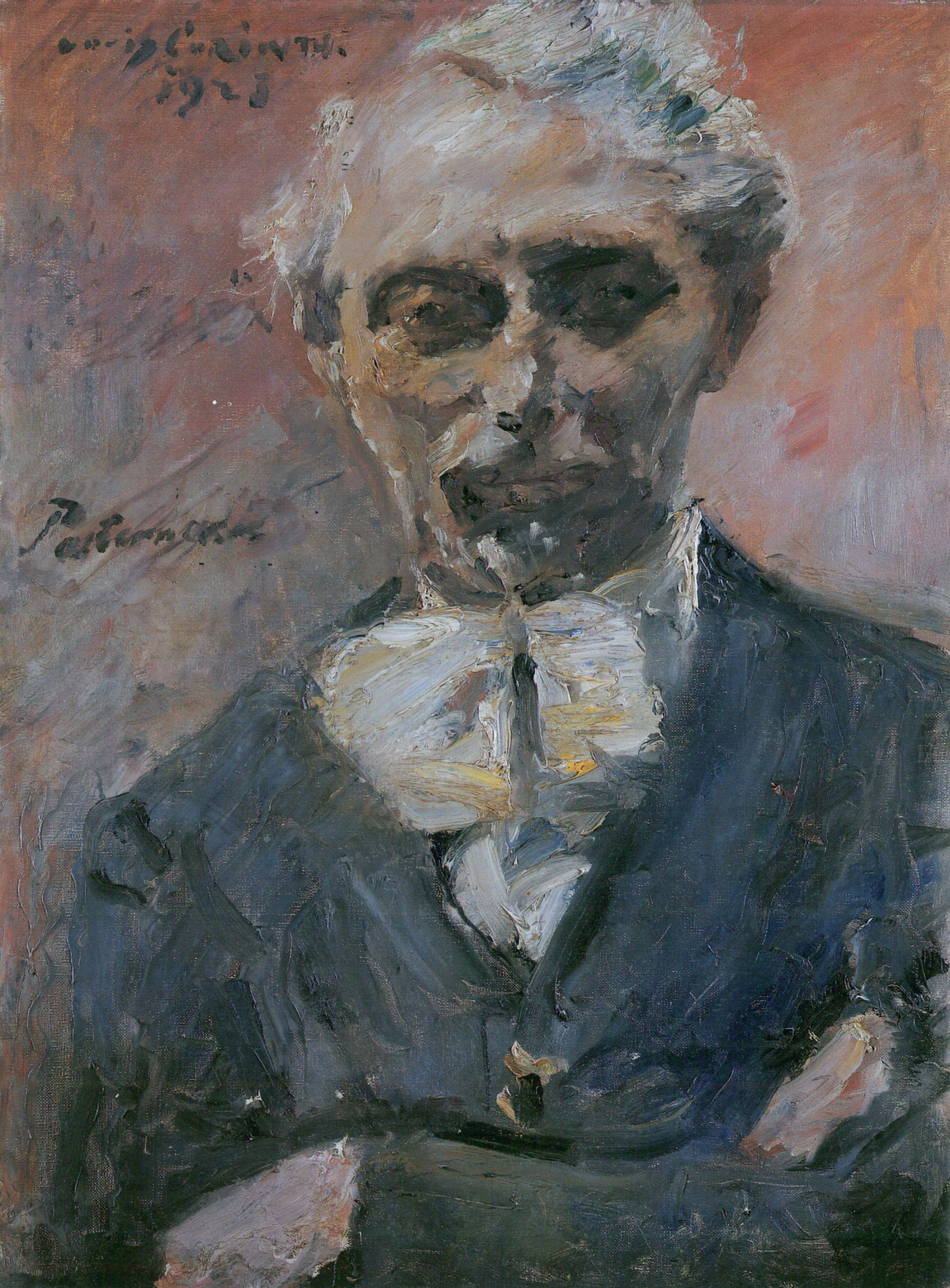
Porträt des Malers Leonid Pasternak, 1923
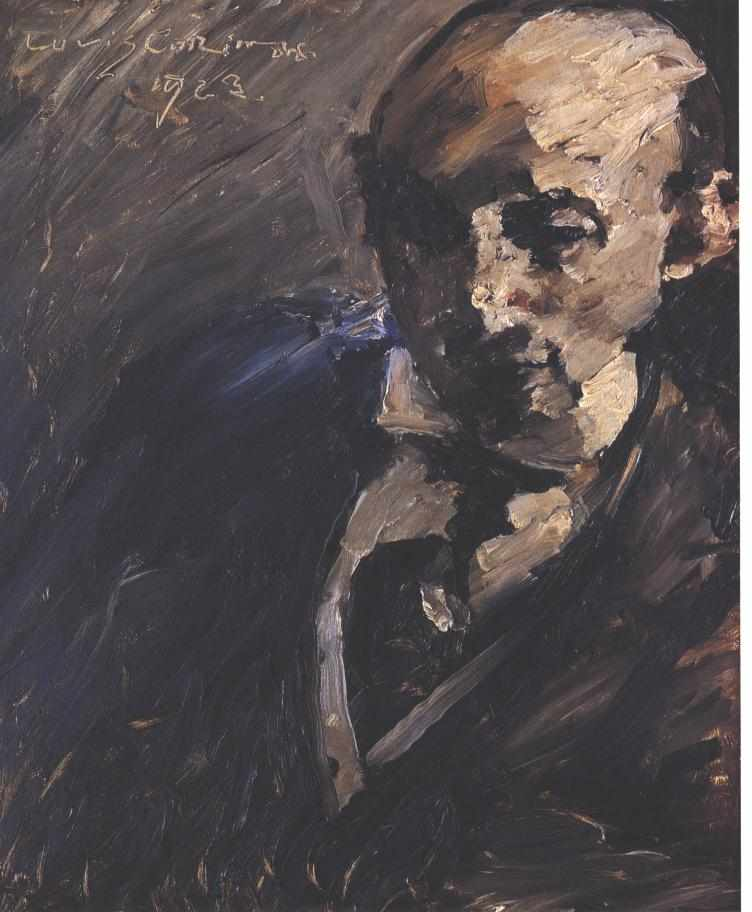
Porträt Dr. Alfred Kuhn, 1923
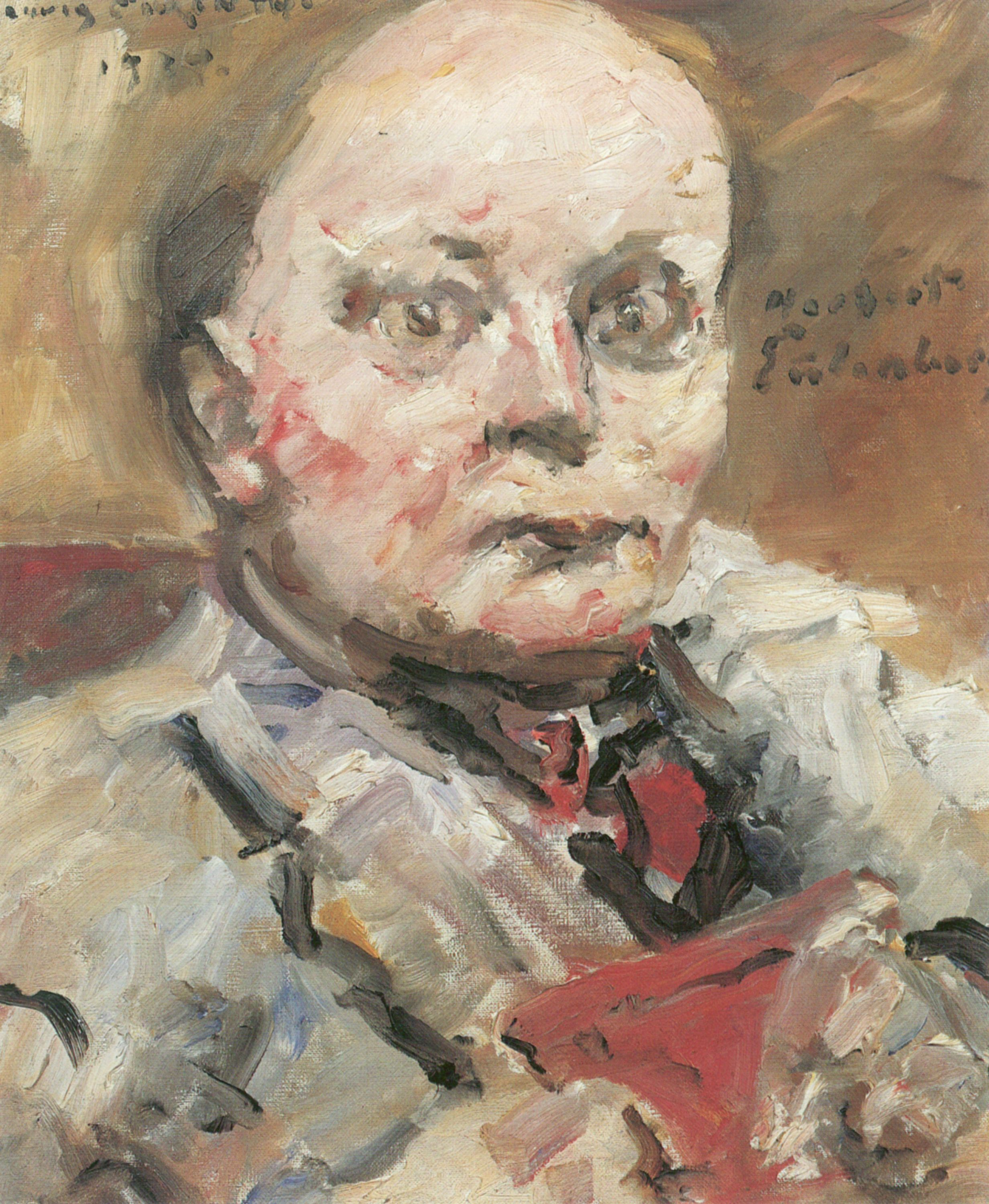
Porträt des Dichters Herbert Eulenberg, 1924

Diese Beschreibung bezieht Heise auch auf die Bildnisse seiner Frau, über die er schreibt: „Die vertrauten Züge der Gattin geraten ins Bedeutende und Allgemeine. Die äußere Ähnlichkeit wird auf scharf herausgearbeitete Fixpunkte beschränkt, das Spiel von Licht und Schatten hebt die Erscheinung ins Unwirkliche und lässt doch die wesentlichen Züge mit fast unheimlicher Deutlichkeit sprechen.“ Auf die Carmencita direkt bezogen ergänzt er: „Ist das noch die auch damals noch schöne Frau, deren Zügen er früher so liebevoll nachgegangen ist? […] Etwas anderes aber hat künstlerische Gestalt gewonnen: die charaktervolle Persönlichkeit, ein Bild der Lebenskraft, das sich im Kontrast zur Flitterwelt machtvoll manifestiert.“

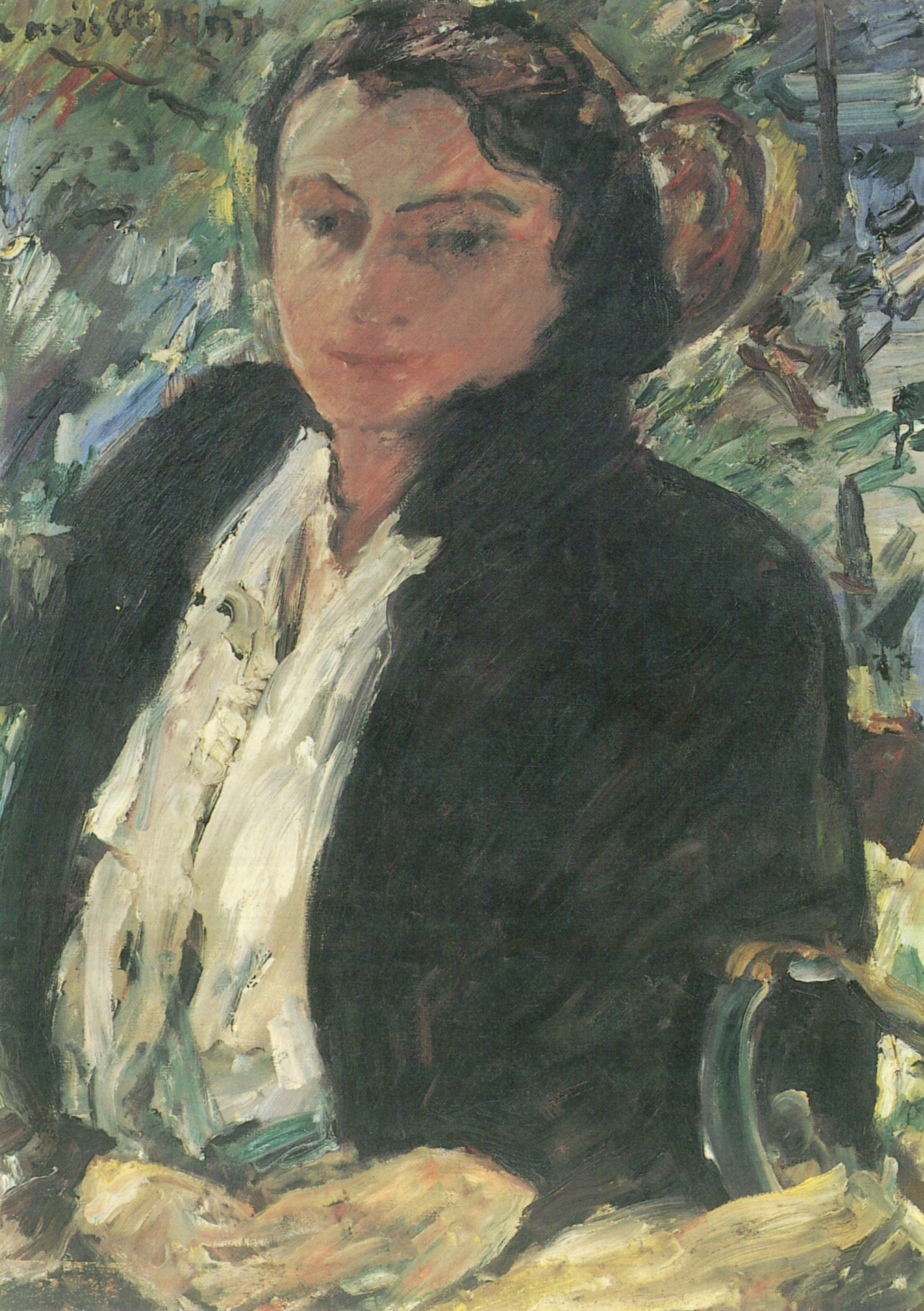
Porträt Charlotte Corinth in grüner Samtjacke, 1921
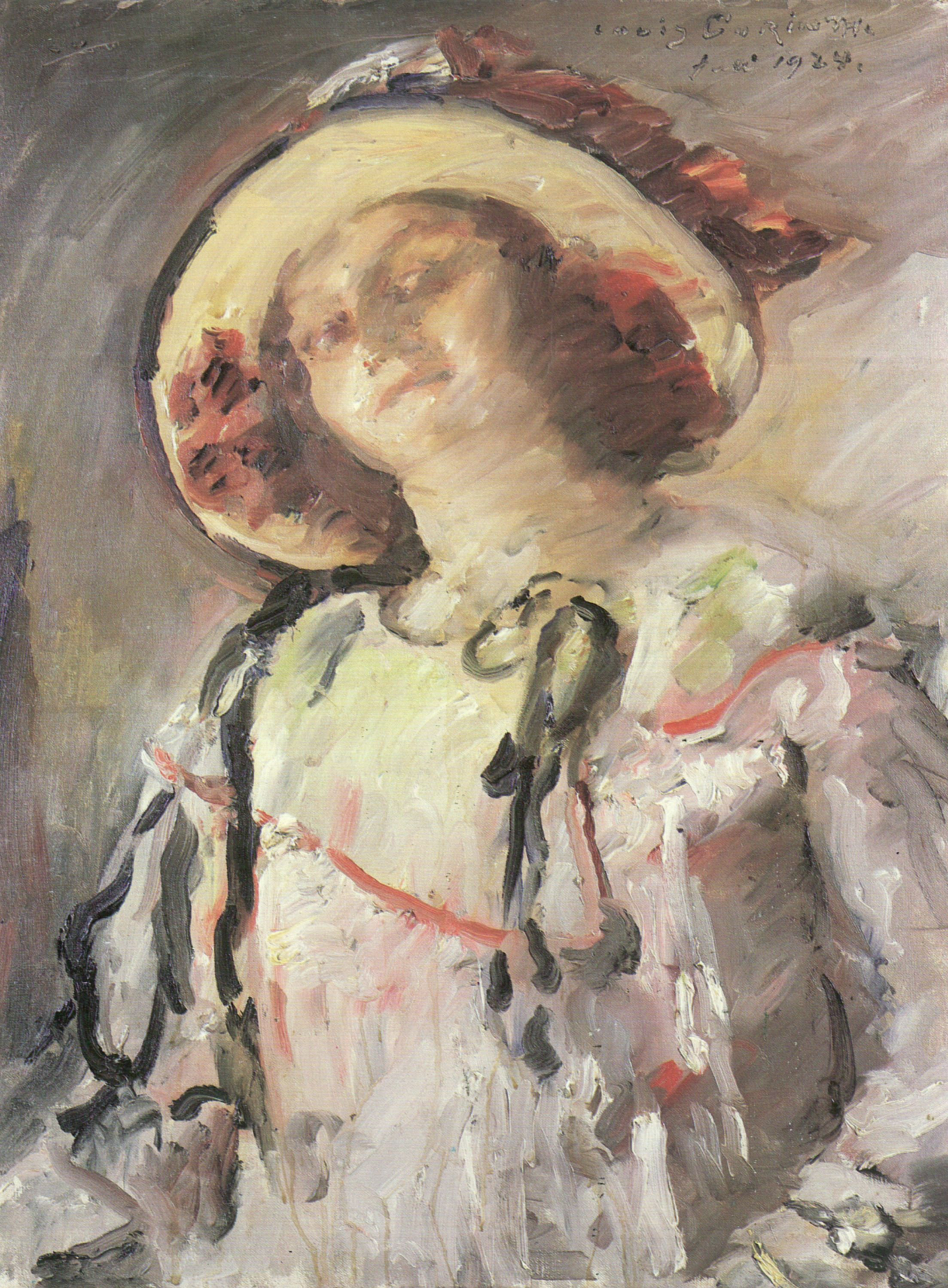
Wilhelmine mit gelbem Hut, 1924
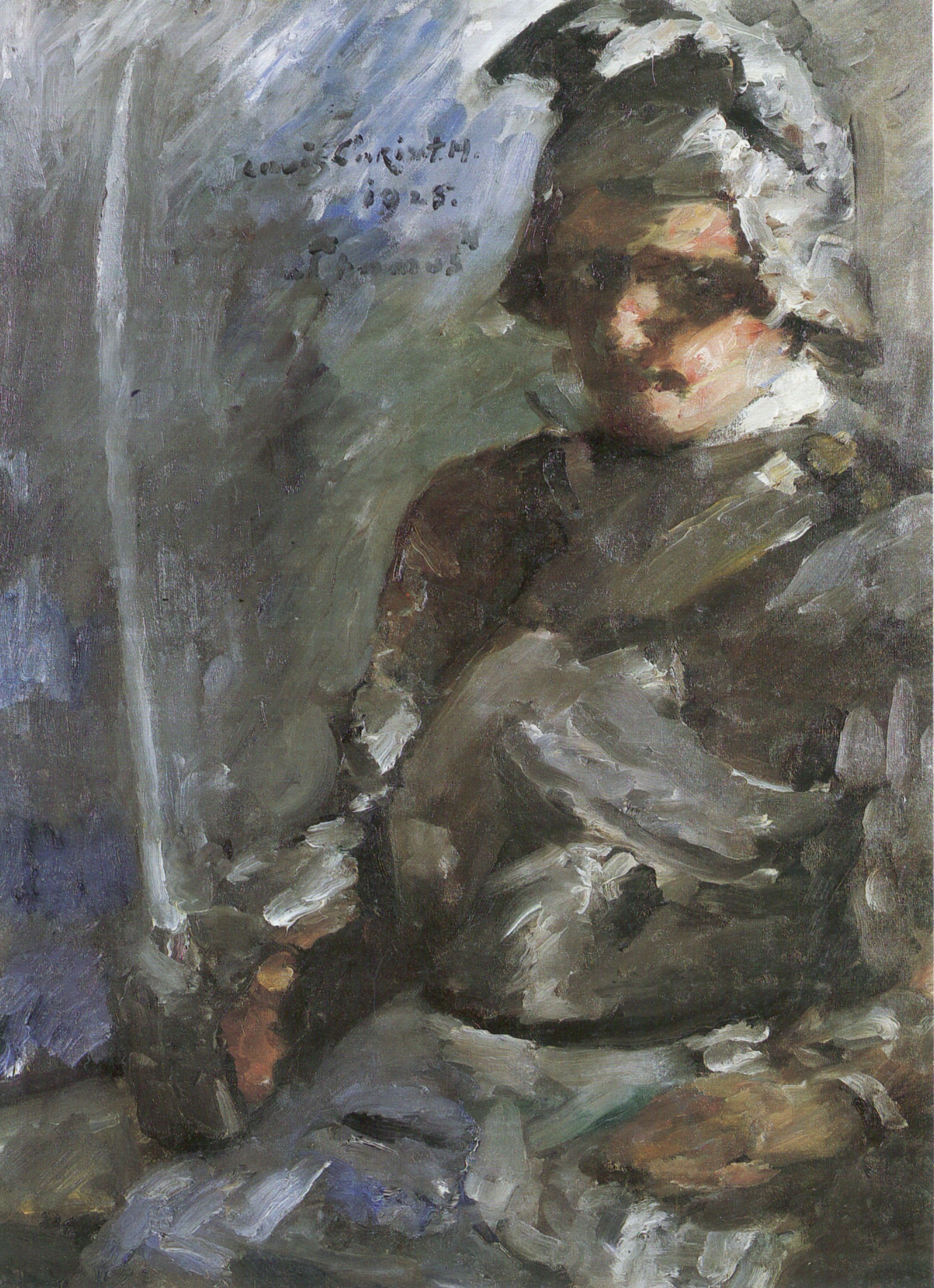
Thomas in Rüstung, 1925
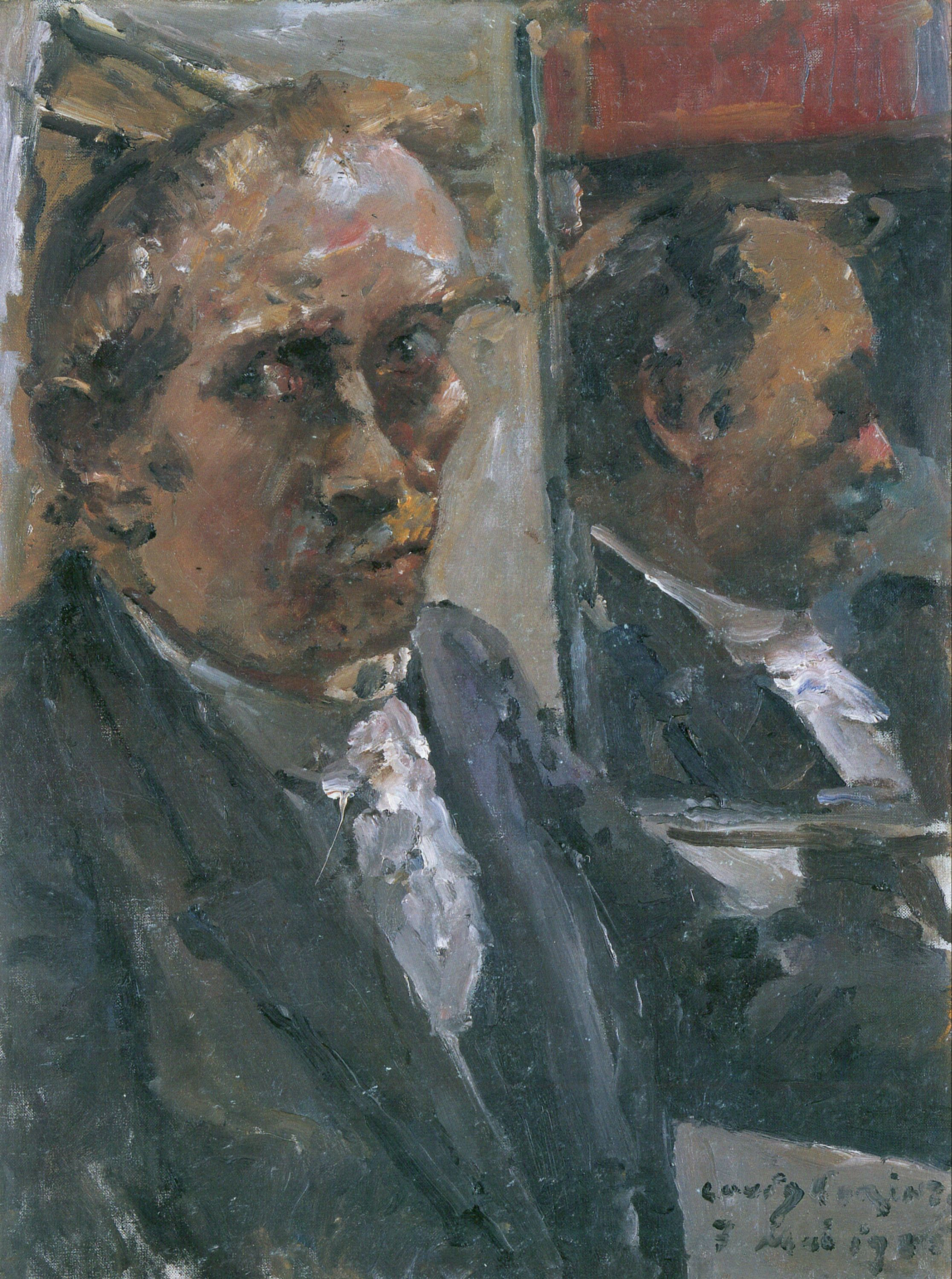
Letztes Selbstporträt, 1925

Mit Das Trojanische Pferd griff er jedoch auch im gleichen Jahr erneut ein mythologisches Motiv auf. Weitere zentrale Werke des Jahres sind Wilhelmine mit gelbem Hut sowie sein Selbstporträt mit Palette, im Folgejahr 1925 malte er zudem neben einigen Bildern des Walchensees ein Porträt seines Sohnes Thomas Corinth (Thomas in Rüstung). Als letzte Werke entstanden 1925 vor allem Die schöne Frau Imperia, sein Letztes Selbstporträt sowie seine Darstellung des Ecce Homo.

## Ausstellungen und Provenienz
Die Carmencita verbleibt auch nach dem Tod von Lovis Corinth 1925 im Besitz von Charlotte Berend-Corinth.
Sie wurde direkt im Entstehungsjahr 1924 an der Akademie der Künste in Berlin ausgestellt. Weitere Ausstellungen erfolgten in den Folgejahren im Kunsthaus Zürich 1925, der Nationalgalerie in Berlin und beim Kunstverein Frankfurt 1926, beim Sächsischen Kunstverein in der Dresdner Kunsthalle, dem Kunstverein Heidelberg und der Jubiläums-Kunstausstellung in Kassel 1927, der internationalen Kunstausstellung in Venedig 1928, bei der Ausstellung der Neuen Secession in München und beim Hagenbund in Wien 1929 sowie ein weiteres Mal im Kunsthaus Zürich 1933.
Weitere Ausstellungen erfolgten erst nach dem Zweiten Weltkrieg, nachdem Charlotte Berend-Corinth 1939 in die Vereinigten Staaten übersiedelte und ihre Sammlung mitnahm. Gezeigt wurde das Bild in Amerika zuerst in Kanada in der National Gallery of Canada, Ottawa, und dem Montreal Museum of Fine Arts, Montreal, im Rahmen einer Wanderausstellung der Werke Corinths. Weitere Stationen waren 1951 das Boston Institute of Contemporary Art, The Art Gallery of Toronto, das Detroit Institute of Arts, das Milwaukee Art Institute, die William Rockham Nelson Gallery of Art (heute Nelson-Atkins Museum of Art) in Kansas City, das Portland Art Museum, das Art Center in La Jolla sowie 1952 das M.H. de Young Memorial Museum in San Francisco, das Santa Barbara Museum of Art und die Columbus Gallery of Fine Arts.
1958 zeigte das Kunstmuseum Wolfsburg das Bild in einer Retrospektive anlässlich des 100. Geburtstags Corinths erstmals nach dem Ende des Zweiten Weltkriegs in Deutschland, unterstützt von Charlotte Berend-Corinth. Im gleichen Jahr wurde es in der Städtischen Galerie München und 1959 in der Tate Gallery in London präsentiert. Anschließend wurde es, noch im gleichen Jahr, von Ernst Holzinger für das Städelsche Kunstinstitut in Frankfurt am Main erworben, wo es seitdem in der Dauerausstellung im Saal der deutschen Impressionisten gezeigt wird.

## Rezeption
Anders als viele Spätwerke Corinths, darunter etwa der Ecce Homo von 1925, befand sich die Carmencita bei der Machtergreifung der Nationalsozialisten im Privatbesitz von Charlotte Berendt-Corinth und konnte so vor der Beschlagnahmung im Rahmen der Verfolgung Entarteter Kunst, die 1937 ihren Höhepunkt fand, bewahrt werden. Da das Bild mit der Übersiedelung der Familie nach New York City mitgenommen wurde, verblieb es in Familienbesitz.
Briefe von oder an Lovis Corinth, in denen Bezug auf das Bild genommen wird, sind keine bekannt. Charlotte Berend-Corinth schildert jedoch in einem Tagebucheintrag vom 9. November 1925, veröffentlicht in ihrem autobiografischen Buch Mein Leben mit Lovis Corinth 1958, wie es zu diesem Bild kam (siehe oben). Auch in dem Buch Bildnisse seiner Frau, herausgegeben von Carl Georg Heise, aus dem gleichen Jahr nimmt sie Bezug auf die Entstehung.
Die Neurologen Hansjörg Bäzner und Michael Hennerici vom Universitätsklinikum Mannheim listen das Bild Carmencita als Beispiel für die „gesteigerte Subjektivität“ durch einen Neglect als Spätfolgen seines Schlaganfalls im Jahr 1912, insbesondere „im Vergleich zu einem Gemälde eines sehr ähnlichen Motivs aus dem Jahr 1908 ‚Die schwarze Maske‘“.

## Belege
1. 1 2 3 4 5 6  Charlotte Berend-Corinth: Lovis Corinth: Die Gemälde. Neu bearbeitet von Béatrice Hernad. Bruckmann Verlag, München 1958, 1992; BC 961, S. 201. ISBN 3-7654-2566-4.
2. 1 2 3 4  Andrea Bärnreuther: Carmencita, 1924. In: Peter-Klaus Schuster, Christoph Vitali, Barbara Butts (Hrsg.): Lovis Corinth. Prestel München 1996; S. 308–309. ISBN 3-7913-1645-1.
3. 1 2 3 4 5 6  Carl Georg Heise: Einführung. In: Carl Georg Heise (Hrsg.): Lovis Corinth. Bildnisse seiner Frau. Werkmonographien zur bildenden Kunst in Reclams Universal-Bibliothek Reclam-Verlag, Stuttgart 1958.
4. 1 2  Charlotte Berend-Corinth: Zu den Bildern. In: Carl Georg Heise (Hrsg.): Lovis Corinth. Bildnisse seiner Frau. Werkmonographien zur bildenden Kunst in Reclams Universal-Bibliothek Reclam-Verlag, Stuttgart 1958.
5. ↑  Andrea Bärnreuther: Biographie. In: Peter-Klaus Schuster, Christoph Vitali, Barbara Butts (Hrsg.): Lovis Corinth. Prestel München 1996; S. 189. ISBN 3-7913-1645-1.
6. ↑  Georg Bussmann: Lovis Corinth Carmencita – Malerei an der Kante. Fischer Taschenbuch Verlag, Frankfurt am Main 1985. ISBN 3-596-23918-4.
7. ↑  H. Bäzner, M. G. Hennerici: Schlaganfallfolgen bei dem Maler Lovis Corinth Nervenarzt 77, 2006;S. 51–57 doi:10.1007/s00115-006-2140-9